# Louro (Vila Nova de Famalicão)
Louro es una freguesia portuguesa del concelho de Vila Nova de Famalicão, con 5,18 km² de superficie y 2.464 habitantes (2001). Su densidad de población es de 475,7 hab/km².